# David Vegara i Figueras
David Vegara i Figueras (Barcelona, 7 de setembre de 1966) és un economista, gestor públic i polític català. Va ser diputat a les Corts Espanyoles per la circumscripció de Barcelona i Secretari d'Estat d'Economia del govern d'Espanya.
Nascut a Barcelona el 1966, és llicenciat en Ciències Econòmiques i Empresarials per la Universitat Autònoma de Barcelona i màster d'Economia de la London School of Economics and Political Science. Va ser professor associat a la Universitat Pompeu Fabra i va exercir com a economista del Banc Sabadell.
Entre 1993 i 1995 va treballar com a vocal assessor al departament d'economia del gabinet de la presidència, durant l'últim govern de Felipe González. Després del seu pas per l'Administració, torna a l'empresa privada, incorporant-se, al setembre de 1995 a l'empresa InterMoney.
El gener de 2004 torna a l'administració, en aquell moment a la Generalitat de Catalunya, quan és nomenat secretari general del Departament de Sanitat i Seguretat Social. Nou mesos després, el primer consell de ministres presidit per José Luis Rodríguez Zapatero, el nomena secretari d'Estat d'Economia en el Ministeri d'Economia i Hisenda i, per tant número dos del ministre Pedro Solbes.
El març del 2008 havia estat elegit diputat a les Corts espanyoles pel PSC-Ciutadans pel Canvi, per a la legislatura 2008-2011. Dimitirà, però, l'abril del 2008.
El 2005 havia estat nomenat president del Comitè de Serveis Financers de la Unió Europea. El 2008 ho serà del Grup de la Unió Europea sobre Prociclicitat. El 9 d'abril del 2009, quan el president Zapatero va fer la remodelació del govern i la substitució de Pedro Solbes, dimiteix al·legant motius personals.
Seguidament es va traslladar a Washington DC per treballar al Fons Monetari Internacional en el Departament d'Hemisferi Occidental. Des de setembre de 2012 exerceix com a assessor del Fons Europeu d'Estabilitat Financera.
i el desembre, vicepresident del Fons de Rescat Europeu MEDE. El 2015 es va incorporar al consell d'administració de Banc Sabadell.